# Eschenheimer Turm

Eschenheimer Turm

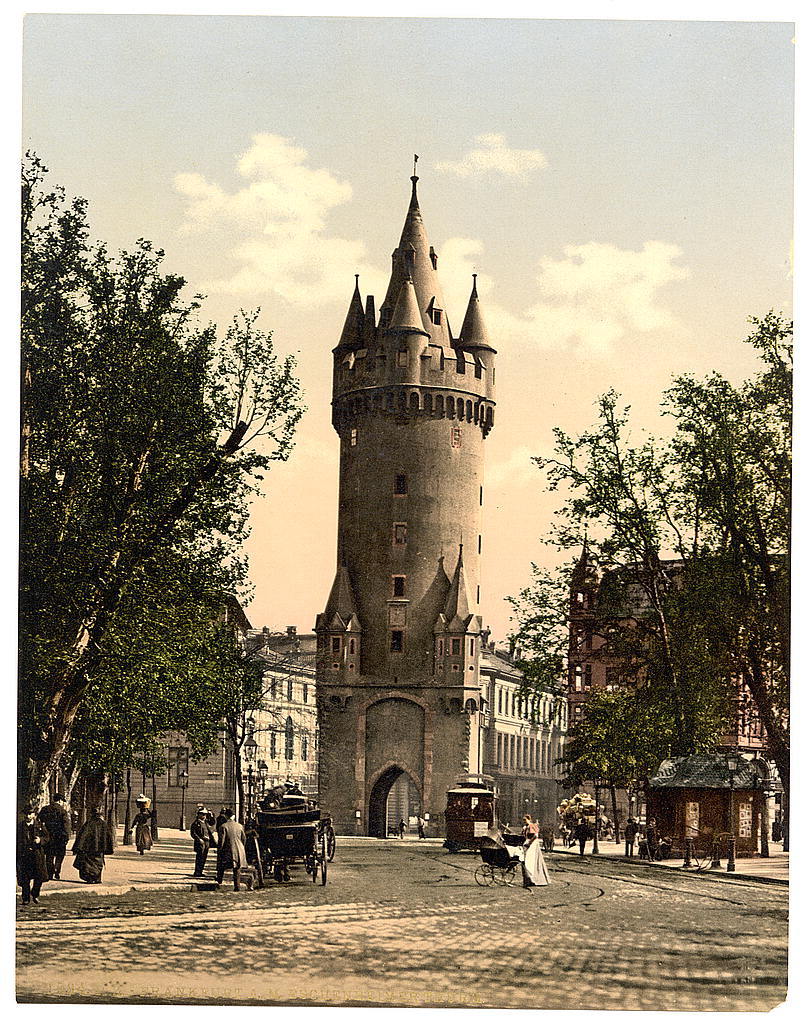
Eschenheimer Turm omkring år 1900

Eschenheimer Turm är ett försvarstorn i Frankfurt am Main som en gång var en del av stadens senmedeltida stadsmur. Denna stadsmur började byggas 1343 och redan i slutet av 1340-talet byggdes en föregångare till det nuvarande tornet, som i sin tur byggdes mellan 1400 och 1428. Tornet utgjorde en del av stadsporten Eschenheimer Tor, som anslöt till landsvägen mot byn Eschenheim, vilken numera utgör en stadsdel till Frankfurt. 
När större delen av stadsmuren revs mellan 1806 och 1812 bestämde man sig för att bevara Eschenheimer Turm som ett byggnadsminne. Däremot revs stenbron som utgick från porten 1806 och vallgraven fylldes igen. 
Numera befinner sig en bar i bottenvåningen och vägen som en gång gick igenom stadsporten löper nu istället förbi på båda sidorna av Eschenheimer Turm. Av stadsmurens ursprungliga cirka 60 torn finns förutom Eschenheimer Turm numera bara två andra torn bevarade, nämligen Rententurm, vilket utgör en del av Saalhof, och Kuhhirtenturm i stadsdelen Sachsenhausen.